# خورخي بيريز ساينز
خورخي بيريز ساينز (بالإسبانية: Jorge Pérez Sáenz)‏ هو لاعب كرة قدم إسباني، ولد في 24 أكتوبر 1975 في بلباو في إسبانيا. لعب مع أتلتيك بيلباو.

## وصلات خارجية
- خورخي بيريز ساينز على موقع قاعدة بيانات كرة القدم.إي يو (الإنجليزية)
- خورخي بيريز ساينز على موقع Soccerway.com (الإنجليزية)